# Abernethy, New South Wales
Abernethy är en by i delstaten New South Wales i Australien. Folkmängden uppgick till 221 år 2011.

## Befolkningsutveckling
Mellan 2006 och 2011 ändrades Abernethys storlek, och det går alltså inte att direkt jämföra befolkningssiffror.

### Befolkningsutvecklingskällor
- Australian Bureau of Statistics. ”2006 Census QuickStats : Abernethy (State Suburb)” (på engelska). http://www.censusdata.abs.gov.au/ABSNavigation/prenav/ProductSelect?newproducttype=QuickStats&btnSelectProduct=View+QuickStats+%3E&collection=Census&period=2006&areacode=SSC16019&geography=&method=&productlabel=&producttype=&topic=&navmapdisplayed=true&javascript=true&breadcrumb=LP&topholder=0&leftholder=0&currentaction=201&action=401&textversion=false. Läst 27 mars 2012.
- Australian Bureau of Statistics. ”2011 Census QuickStats: Abernethy” (på engelska). http://www.censusdata.abs.gov.au/census_services/getproduct/census/2011/quickstat/SSC10009?opendocument&navpos=220. Läst 2 augusti 2012.